# Poço das Asas

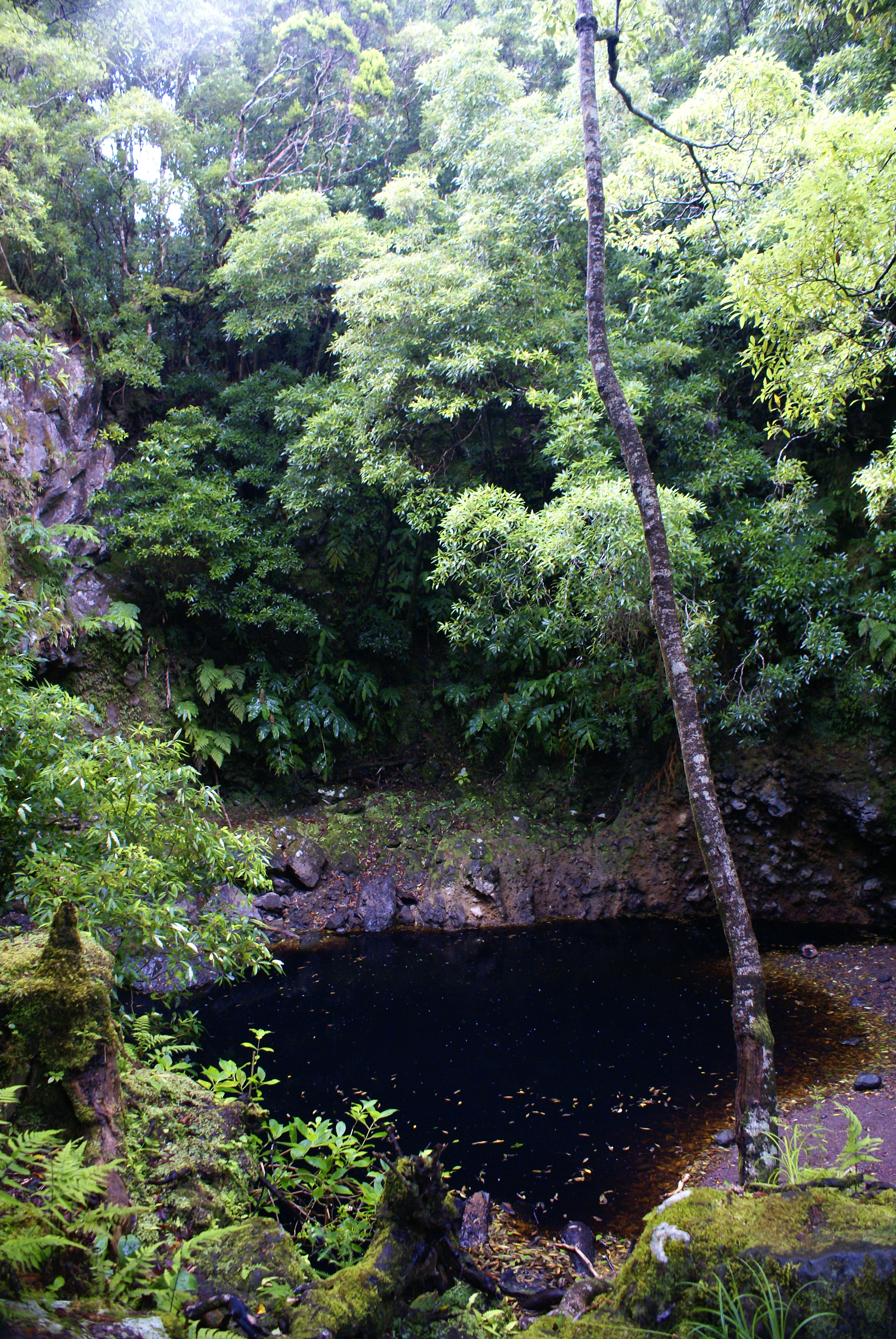
Poça das Asas.

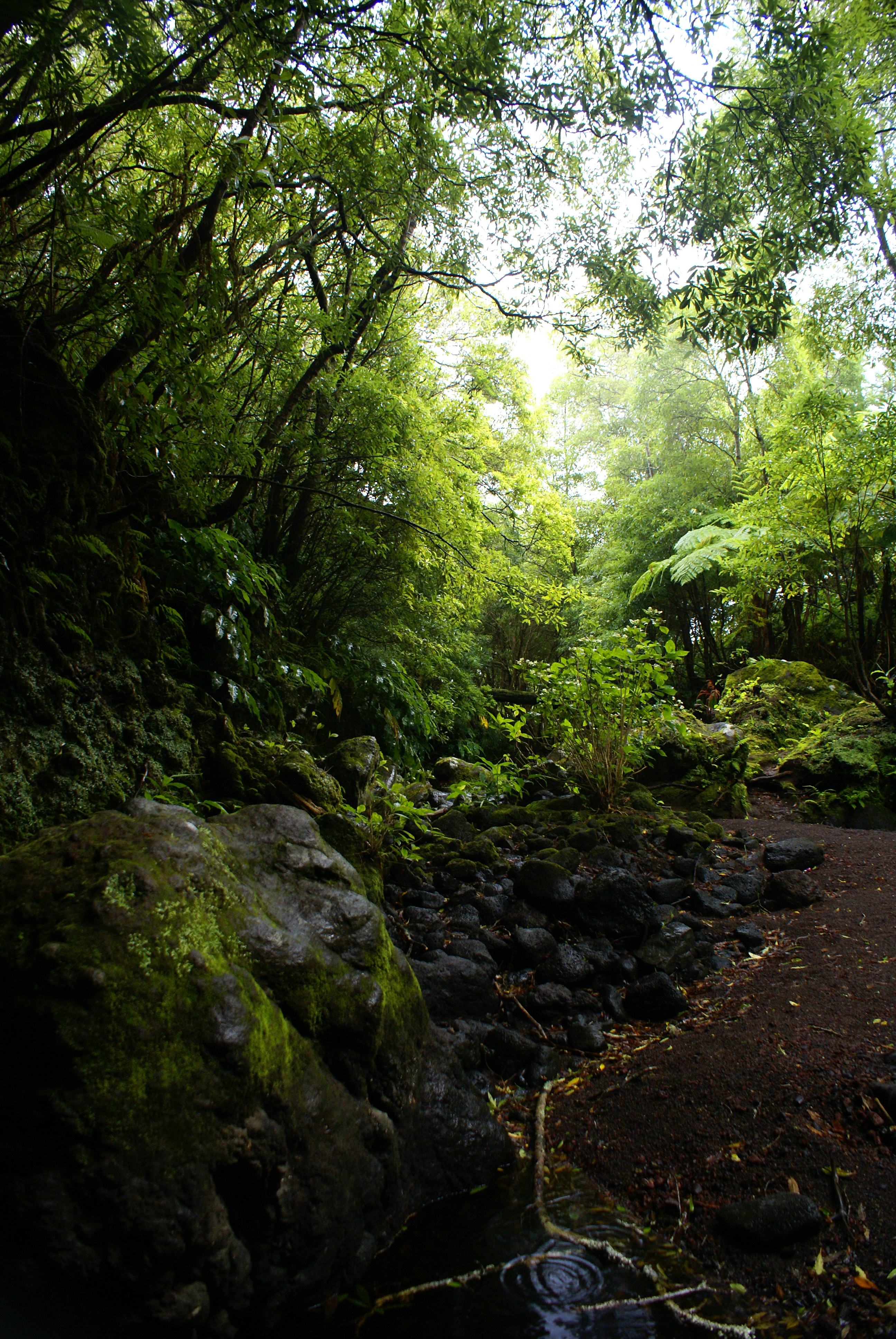
Poça das Asas.

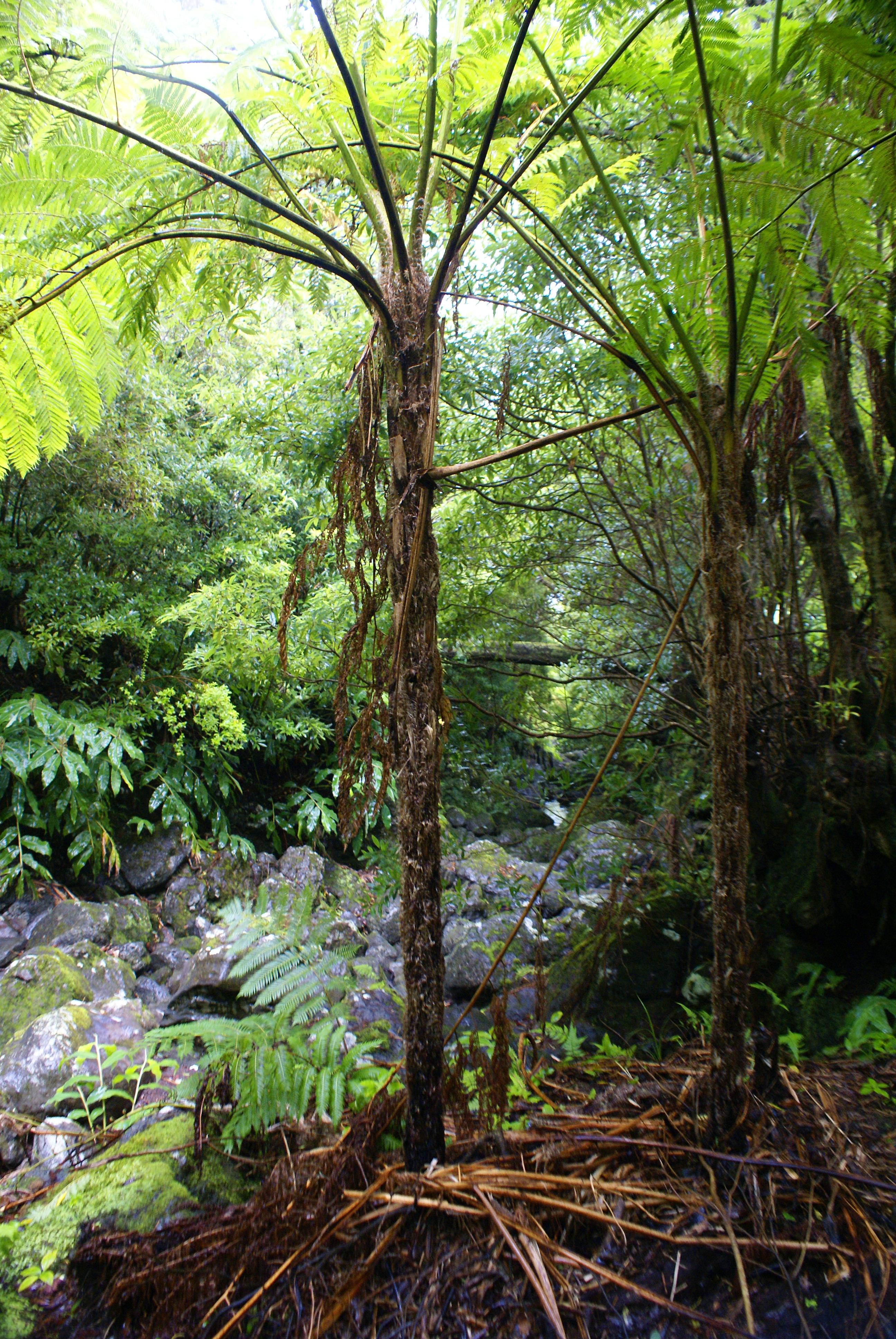
Poça das Asas, Feto arbóreo.

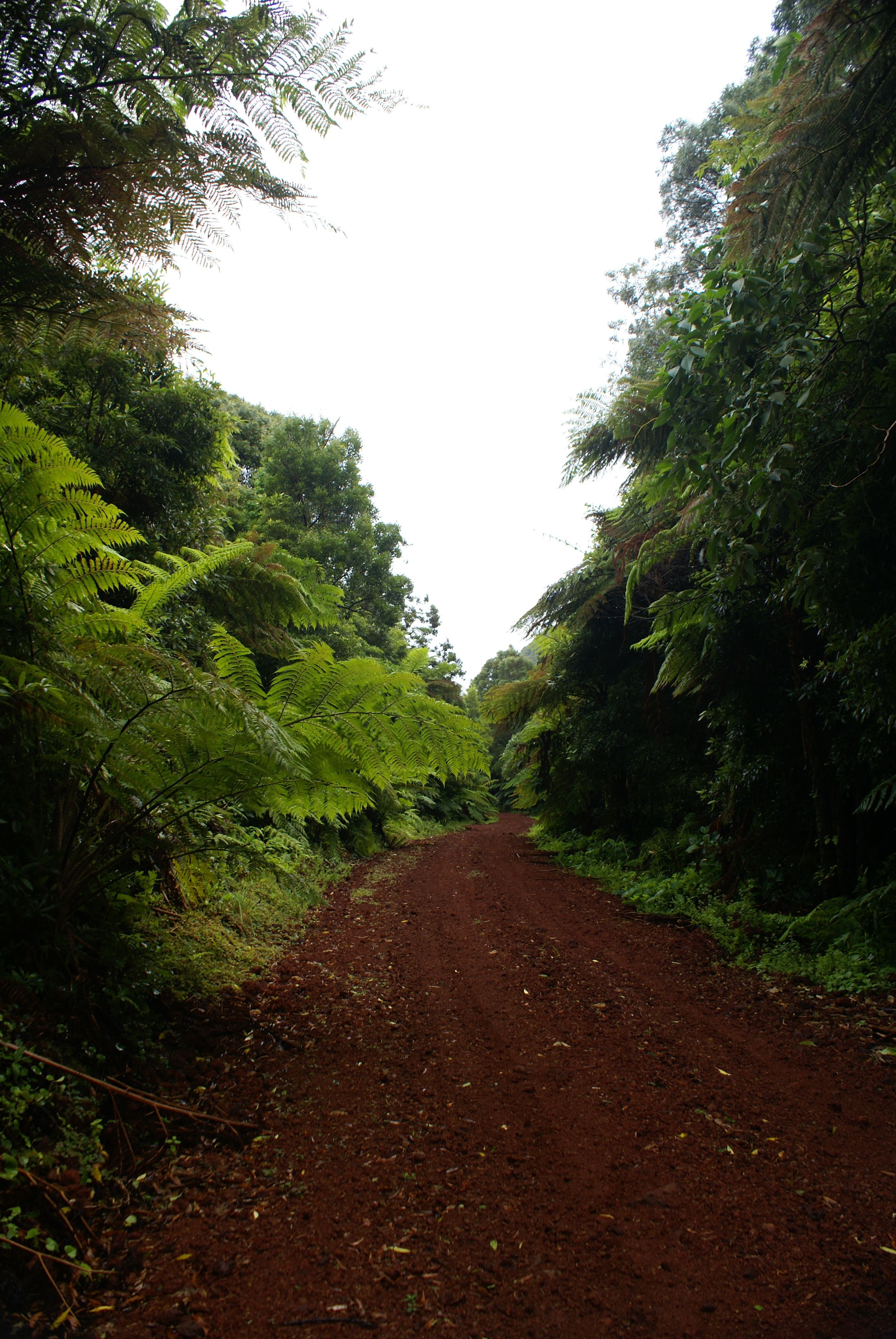
Poça das Asas, floresta local.

O Poço das Asas ou também Poça das Asas é um interessante parque florestal, ainda em formação que se localiza no lugar do Chão Frio, freguesia da Praia do Almoxarife, concelho da Horta, arquipélago dos Açores.

## Descrição
Neste local de extraordinária beleza destaca-se a existência de uma cascata cujas águas, fortemente marcadas pela sazonalidade do clima, caem por entre uma luxuriante cobertura florestal, debaixo da qual se escondem.
Ao cair dão origem a um lago, não muito grande, mas enfeitado por uma abundante floresta da Laurissilva que desce praticamente ao nível da água.
Uma imensa quantidade de fetos e musgos pululam por todo o lado, seja por efeito da sombra da floresta, ou por efeitos da humidade proveniente da cascata.
Aqui é possível apreciar o silêncio de uma natureza praticamente virgem onde os pássaros cantam e se fazem ver sem medo da presença humana, seja a beber água seja a alimentar-se na bolotas do incenso que teima a encher o ar com o seu perfume.
Um pouco antes de chegar á zona da cascata existem espaços para piqueniques, mesas e baloiços para as crianças.
Existe um percurso pedestre que se inicia na Calçada da Conceição, junto à Igreja de Nossa Senhora da Conceição e leva o caminhante desde esse local, por entre uma paisagem dominada pelo verde até ao Poço das Asas.
O percurso total, com uma extensão aproximada de 8 km, demora cerca de duas horas e o caminhante tem a oportunidade de apreciar uma paisagem fortemente telúrica onde a força dos vulcões exposta na pedra ora nua ora coberta por feitos, líquens e floresta, se encontra adoçada e encantada por uma extraordinária abundância de flora primitiva da Macaronésia, típica das florestas de laurissilva.
Aqui existem fetos arbóreos com 3, 4 e mesmo 5 metros de altura que transportam o caminhante para uma época extinta da formação da terra.
Este local, provavelmente devido à sua beleza encontra-se envolto por uma lenda, a Lenda da Poça das Asas, cuja antiguidade se desconhece, mas que possivelmente estará, pelo seu género, ligada ao início do povoamento da ilha.

## Espaços protegidos na Ilha do Faial
- Paisagem Protegida do Monte da Guia
- Parque Natural Regional do Canal e Monte da Guia
- Reserva Natural da Caldeira do Faial
- Reserva Florestal do Cabouco Velho
- Reserva Florestal do Capelo
- Reserva Florestal de Recreio da Falca
- Reserva Florestal Parcial do Cabeço do Fogo
- Reserva Florestal Parcial do Vulcão dos Capelinhos
- Reserva Natural do Morro de Castelo Branco
- Zona de Protecção Especial para a Avifauna do Vulcão dos Capelinhos
- Zona de Protecção Especial para a Avifauna da Caldeira do Faial

## Galeria

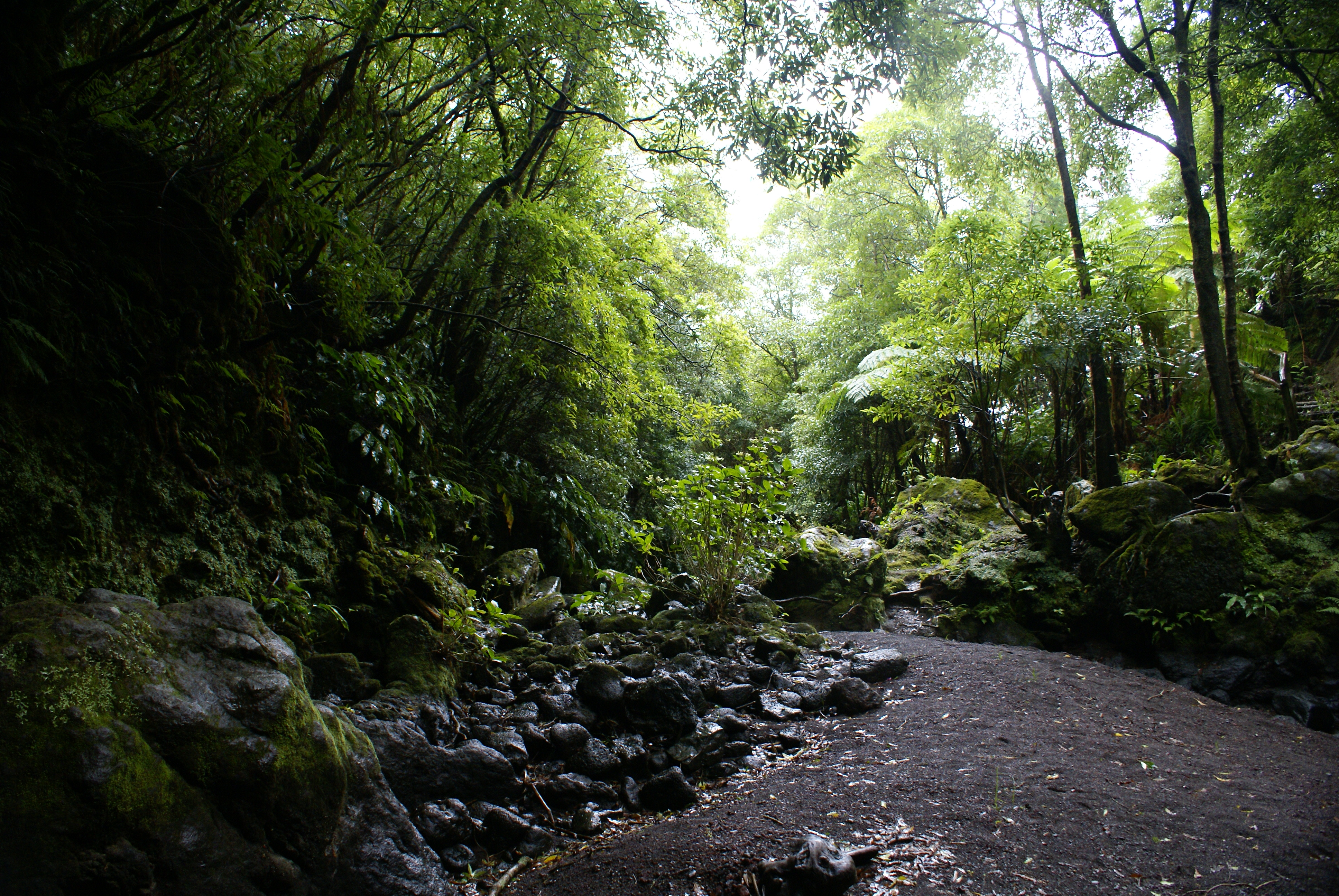
Poça das Asas, floresta
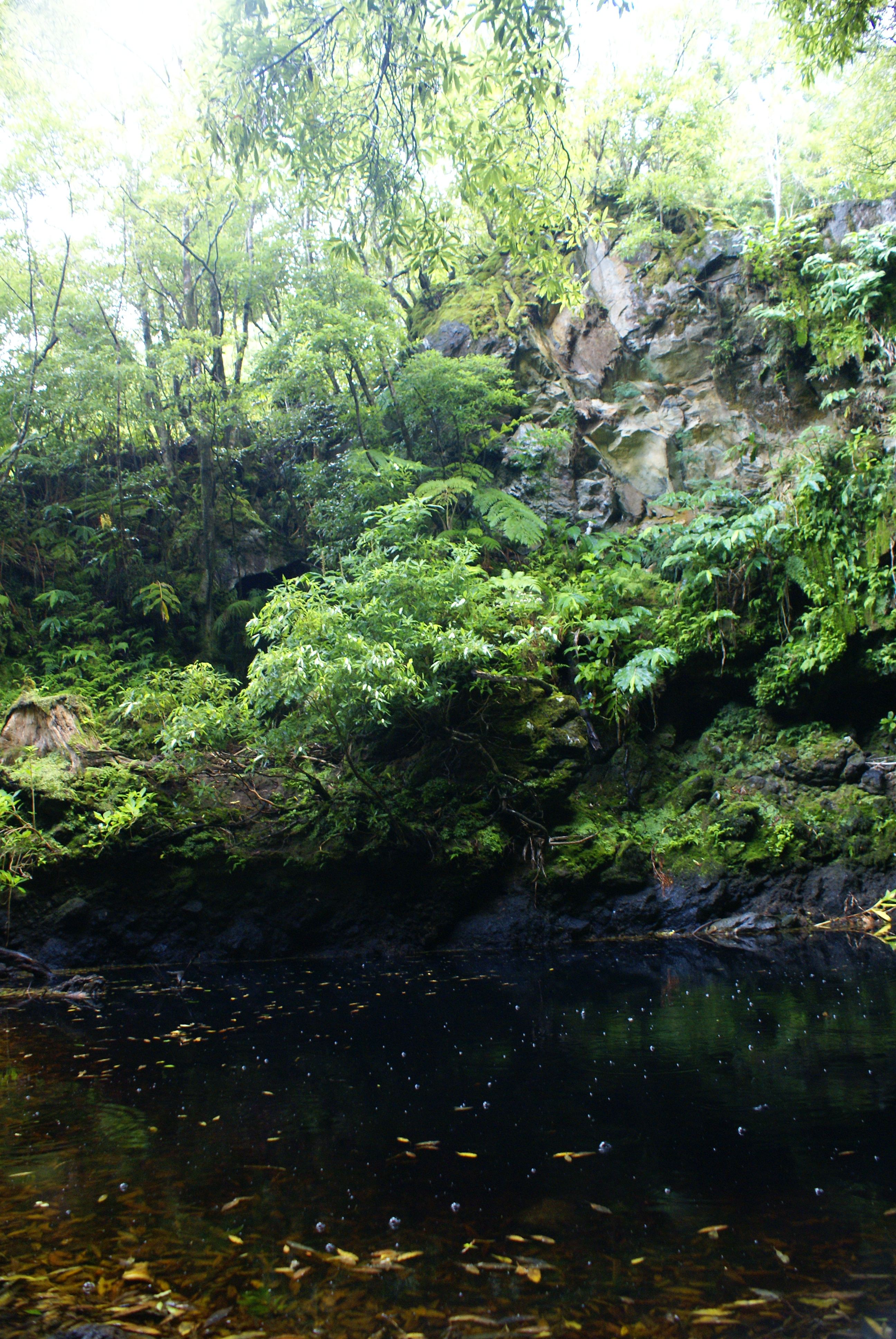
Poça das Asas
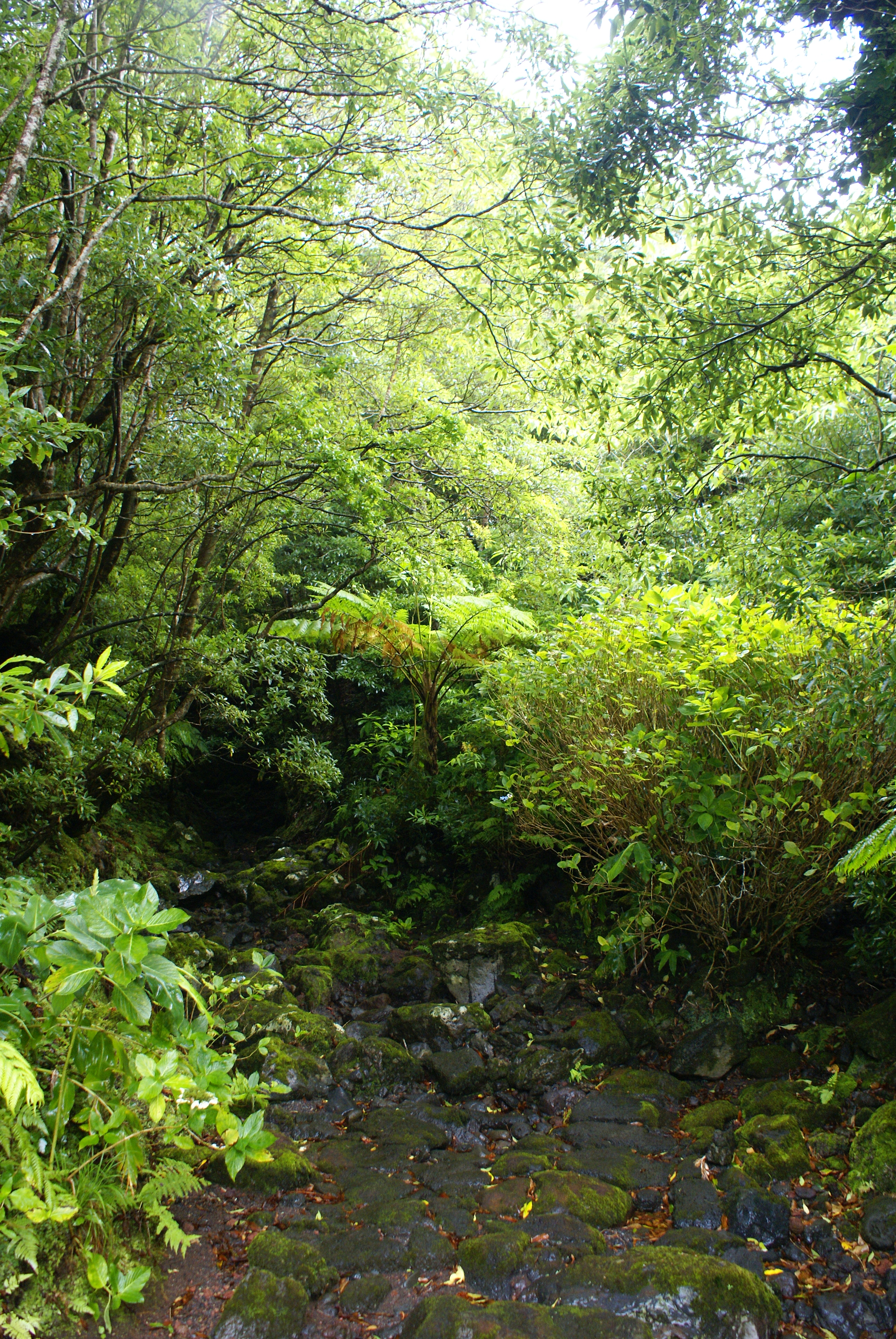
Floresta
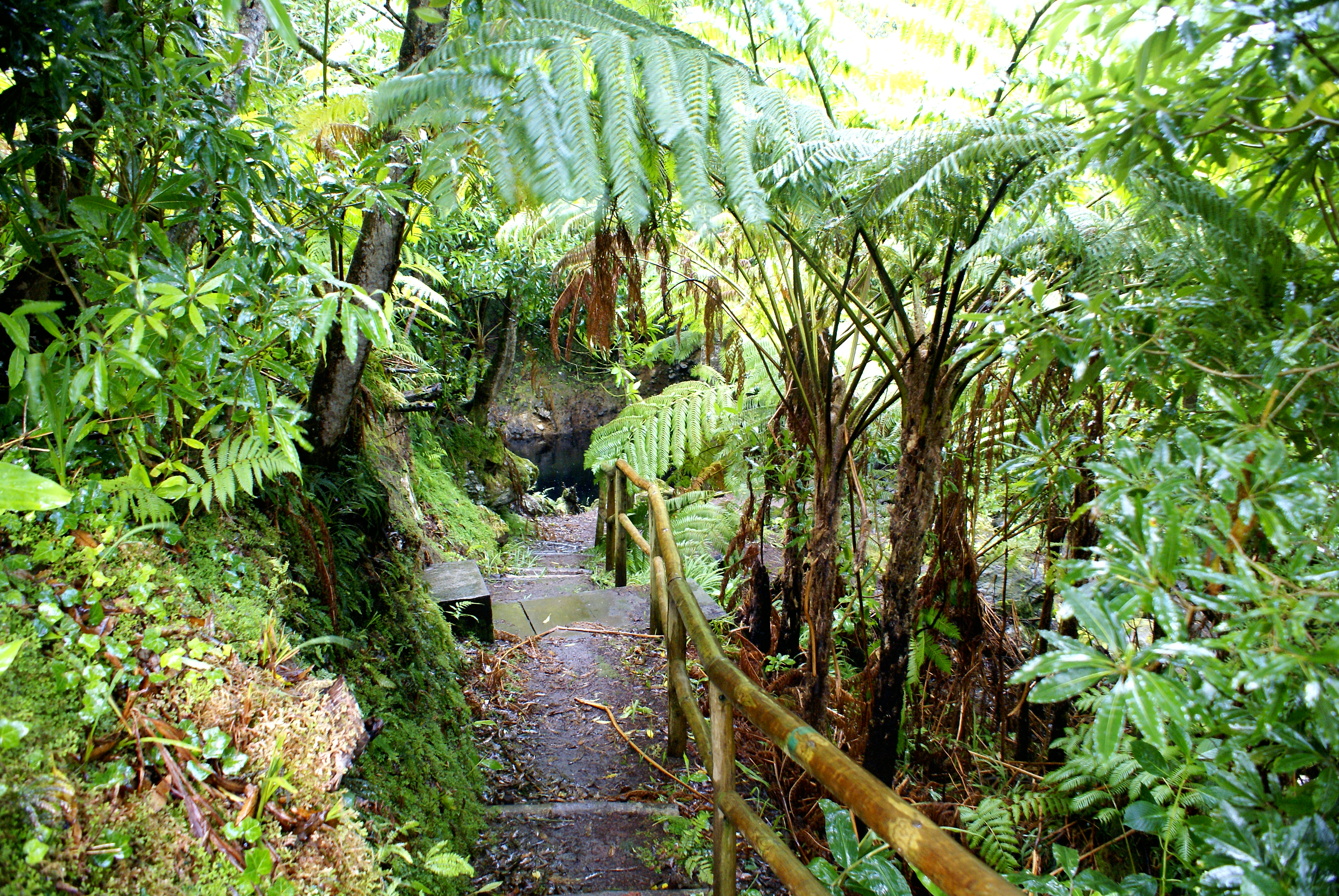
Poça das Asas, floresta